# Ben (unidad maya)

Glífo de códice que caracteriza al ben

El ben o b'en es el décimo tercer día del Tzolkin y simboliza al «maíz verde». También a este día se le asocia a la caña, al color rojo, al «rumbo este» y al dios E o dios del maíz.   Este era un símbolo que significaba conexión del «cielo con la tierra» ya que tanto la caña como el maíz «ascienden al cielo para que florezcan al estar seguras de sí mismas y de su fuerza».  Para los mayas el sello de este día poseía la energía del «Caminante del Cielo».